# Pinacoteca provinciale di Potenza
La Pinacoteca provinciale di Potenza è un museo italiano situato nella città di Potenza.
Il museo è stato fondato nel 2000. L'edificio, secondo un bando del 1905, sarebbe dovuto servire come uno dei diciotto padiglioni del manicomio.
I locali ospitano una mostra permanente di scultura e pittura dedicata a Concetto Valente.
Vi è una prevalenza di quadri e sculture ottocentesche. In minor quantità sono presenti anche quadri e sculture novecentesche.